# George Nugent-Grenville
 (février 2017).
Si vous disposez d'ouvrages ou d'articles de référence ou si vous connaissez des sites web de qualité traitant du thème abordé ici, merci de compléter l'article en donnant les références utiles à sa vérifiabilité et en les liant à la section « Notes et références ».
Pour les articles homonymes, voir George Nugent, Nugent, George Grenville (homonymie) et Grenville.
George Nugent-Grenville (30 décembre 1788 – 26 novembre 1850), 2e baron Nugent, est un homme politique irlandais.

## Biographie
Il est élu député pour Buckingham de 1810 à 1812, puis pour Aylesbury de 1812 à 1832, et de 1847 à 1850. Il est Lord of the Treasury de 1830 à 1832 et Lord High Commissioner des îles Ioniennes de 1832 à 1835.
Il épouse en 1813 Anne Lucy (décédée en 1848), fille du général Vere Poulett. Il appartenait au Reform Club et à l'Athenaeum Club.